# Afra Bianchin
Afra Bianchin   (Montebelluna, 28 de març de 1937 - Trevignano, 30 de juliol de 2011) fou una arquitecta italiana.
Va estudiar amb Tobia Scarpa (Venècia, Itàlia, 1935) a l'Istituto Universitario di Architettura de Venècia. Gairebé des dels seus inicis treballen en col·laboració. El seu primer treball com a dissenyadors industrials el van realitzar per a l'empresa de vidre de murano Venini el 1958. El 1960: any que obren el seu propi estudi, dissenyen mobiliari per a l'empresa Gavina, destacant el sofà Bastiano (1961). El 1962 creen un programa d'identitat corporativa per a Benetton i el 1964 són els arquitectes de la fàbrica d'aquesta companyia. Els seus dissenys se centren principalment en el mobiliari, la i el parament de la llar, i han treballat per empreses com B&B Itàlia, Knoll, Flos o Cassina.
El 1980 comencen a treballar amb empreses espanyoles com mobles Casas per a qui dissenyen la cadira Veronica (1986). La seva obra ha estat fruit de diverses exposicions i pertany a les col·leccions d'importants museus. Han estat guardonats amb nombrosos premis. Entre els seus dissenys cal destacar la cadira Africa (1975) o el llum Papillon (1973).